# Баюрак, Василий
Василий Баюрак (укр. Василь Баюра́к, 1722, Дора, Станиславовское воеводство — 25 апреля 1754, Станиславов, Корона Королевства Польского) — предводитель отряда опришков, соратник и преемник Олексы Довбуша.

## Биография

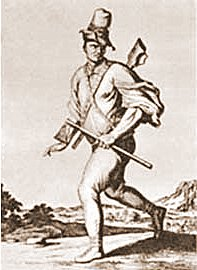
Опришек

Вступил в опришковский отряд Олексы Довбуша в июле 1744 года. После гибели Олексы Довбуша организовал новый отряд опришков, опорным пунктом которого было село Довгополе (теперь Верховинского района Ивано-Франковской области Украины). В отряде Василия Баюрака воевали его родные братья и жена.
В 1749—1751 гг. отряд Баюрака активно действовал в районе Коломыи, на Закарпатье и Буковине.
В исторических документах отмечен, как человек исключительной смелости и храбрости.
Коварно захваченный в плен карателями, по приговору шляхетского суда был четвертован в Станиславе (теперь Ивано-Франковск).

## В литературе
Является персонажем легенд, которые записал в своей книге Prawda Starowieku польский писатель Станислав Винценц.

## Память
В 1992 году в Ивано-Франковске была открыта мемориальная доска с надписью: «На этой площади 25 апреля 1754 был казнен руководитель опришкивского движения на Прикарпатье в 1745—1754 годах, соратник Олексы Довбуша, народный герой Василий Баюрак».